# حقوق مدنی و سیاسی
حقوق مدنی و سیاسی گونه‌ای از حقوق هستند که آزادی انسان را در برابر نقض غیر موجه توسط دولتها و شرکت‌های سهامی خاص حفاظت کرده و توانایی فرد را برای مشارکت در زندگی مدنی و سیاسی حکومت، بدون تبعیض یا سرکوب سیاسی تضمین می‌کنند.
حقوق مدنی از تضمین یکپارچگی فیزیکی و ذهنی مردمان، حق زندگی و امنیت، محافظت در برابر تبعیض بر مبنای نژاد، جنسیت، ملیت، رنگ پوست، گرایش جنسی، قومیت، دین، یا ناتوانی جسمی پدید می‌آید.
حقوق سیاسی  از عدالت طبیعی در حقوق، مانند حقوق متهم، از جمله حق دادرسی منصفانه، تشریفات لازم، حق فرجام‌خواهی، حقوق مشارکت در جامعه مدنی و سیاست نظیر آزادی انجمن، حق تجمع، حق دادخواست، حق دفاع از خود، و حق رای.
حقوق مدنی و سیاسی در میثاق بین‌المللی حقوق مدنی و سیاسی آورده شده‌است. این حقوق برای اجرا تعهد دولت‌ها به نتیجه محسوب می‌شوند. به این معنی که دولت‌ها موظف هستند که برای به فراهم شدن این حقوق تلاش کنند و انجام تعهدات برای دولت‌ها در این خصوص لازم است. بسیاری از این حقوق، حقوقی طبیعی و فطری محسوب می‌شوند.

## تاریخچه
عبارت «حقوق مدنی» برگردانی واژه ius civis از زبان لاتین به معنی «حقوق یک شهروند» است. شهروندان جمهوری روم می‌توانند آزاد یا خدمتکار باشند. اما همه آن‌ها حقوق قانونی داشتند. پس از دستورالعمل میلان در ۳۱۳ (میلادی) این حقوق شامل آزادی مذهب نیز می‌شد. اما ادعاهای حقوق جهانی می‌تواند بر اساس آموزه‌های دینی ساخته شود. همه مردان باند ممکن است آزاد شوند، زیرا خدا همه را آزاد آفریده با خونریزی گرانبهای خود آزاد شده‌است.

## دفاع از حقوق
تی.اچ. مارشال خاطر نشان کرد که حقوق مدنی از نخستین حقوقی به رسمیت شناخته شده بود. پس از حقوق مدنی، حقوق اجتماعی وضع شد. در بسیاری از کشورها، حقوق اساسی یا مشروط همگی زیرمجموعه حقوق مدنی و سیاسی هستند. همچنین حقوق مدنی و سیاسی در حقوق بشر بین‌الملل مانند اعلامیه جهانی حقوق بشر و میثاق بین‌المللی حقوق مدنی و سیاسی تعریف شده‌است.

## دیگر حقوق
سنت‌ها نیز در حقوق مدنی و سیاسی، تأثیرگذار هستند. مکن است دادگاه برخی از حقوق تلویحی یا حقوقی که مشخصا شماره‌گذاری نشده‌اند را لحاظ کند. نمونه آن، حق محرمانه بودن در ایالات متحده آمریکا است. متمم نهم قانون اساسی ایالات متحده آمریکا به صراحت نشان می‌دهد که حقوق دیگری نیز وجود دارد که محافظت می‌شود.

## جنبش‌های اجتماعی
حقوق مدنی ضامن حقوق برابر، با پشتیبانی قانون است. هنگامی‌که که قانون از حقوق مدنی و سیاسی پشتیبانی نکند یا با وجود تصویب در عمل به آنها توج نشود احتمال آشفتگی اجتماعی بیشتر می‌شود.
جنبش‌های حقوق مدنی ایالات متحده آمریکا در سال ۱۸۴۸ با اسنادی از این قبیل و به عنوان اظهارنامه گردآوری شدند. چندین جنبش سیاسی به منظور برابری در سراسر جهان در سال‌های ۱۹۵۰ تا ۱۹۸۰ صورت گرفت. این جنبش‌ها جنبه‌های قانونی و مشروطه داشت به ایجاد تنظیم قوانین ملی و بین‌المللی انجامیدند. آن‌ها همچنین وجه عملگرا داشتند که در موقعیت‌های خشونت‌بار نمونه بیشتری پیدا می‌کرد. جنبش‌هایی که با هدف پشتیبانی از حقوق مدنی و سیاسی پدید آمده‌اند عبارتند از:
- جنبش حقوق مدنی آمریکا، جایی که حقوق سیاه‌پوستان آمریکا نادیده گرفته می‌شد.
- انجمن حقوق مدنی ایرلند شمالی، که در سال ۱۹۶۷ در پی شکست برای احترام به حقوق اقلیت کلیسای کاتولیک شکل گرفت.
- جنبش‌هایی در بسیاری از کشورهای کمونیستی مانند جنبش‌های بهار پراگ و چارتر ۷۷ در چکسلواکی و انقلاب ۱۹۵۶ مجارستان.

## مشکلات و تفسیرها
پرسش‌های بسیاری در مورد ماهیت حقوق مدنی و سیاسی وجود دارد. اینکه دولت تا چه اندازه باید مداخله کند تا افراد را از نقض حقوق خود توسط اشخاص دیگر یا توسط شرکت‌ها محافظت کند یا چگونگی مبارزه با تبعیض برای استخدام در بخش خصوصی، نمونه‌ای از این پرسشها هستند.

## حقوق نسل نخست
حقوق نسل نخست، که اغلب به نام حقوق «بنفش» شناخته می‌شود، اساساً با آزادی و مشارکت در زندگی سیاسی مقابله می‌کند. طبیعت این حقوق در اصل، همان حقوق مدنی و سیاسی شدیداً فردگرایانه است. این حقوق در حیطه محافظت افراد از افراط به صورت منفی بکار می‌رود. حقوق نسل نخست، آزادی بیان، حق محاکمه عادلانه، (در بعضی از کشورها) حق نگهداری و حمل جنگ‌افزار، آزادی ادیان، آزادی نژادی و حق رأی هستند. در سده ۱۸ (میلادی) همه این حقوق در آمریکا و در فرانسه به صورت اعلامیه با نام «اظهارنامه حقوق بشر برای شهروندان» وجود داشتند. اگر چه برخی از این حقوق و حق برخورداری از حق تقدم، به منشور کبیر در سال ۱۲۱۵ (میلادی) و اعلامیه حقوق ۱۶۸۹ انگلستان برمی‌گردد.